# Relaciones Armenia-Georgia
Las relaciones Armenia-Georgia son las relaciones diplomáticas y bilaterales entre estos dos países. 
Armenia y Georgia tienen el lindero internacional de 164 kilómetros que separa el suroeste de Georgia del norte de Armenia. En las proximidades de la frontera se encuentran las ciudades de Alaverdi (Armenia) y Bolnisi (Georgia).

## sigloXX
En 1918 entre la República Democrática de Georgia y la República Democrática de Armenia fue una guerra fronteriza en parte de las provincias entonces disputadas del distrito de Lorri, de Javakheti, y de Borchalo, que habían sido históricamente territorios georgianos, pero poblados en gran parte por armenios en el siglo XIX. Ambas partes firmaron un acuerdo de paz en enero de 1919, patrocinado por los británicos. El Gobierno armenio eliminó oficialmente sus reclamaciones de los distritos de Ardahan y Akhalkalaki, en tanto que Georgia accedió a  gobernar conjuntamente con Armenia la región de Lorri del distrito de Borchalo. El acuerdo no satisfizo a ninguno de los dos gobiernos y se mantuvo la desconfianza mutua y los graves problemas de transporte entre las dos repúblicas.

## Período de independencia
Las relaciones entre dos estados vecinos se establecieron el 17 de julio de 1992. 
En octubre de 2001 se firmó un Tratado de amistad, cooperación y seguridad mutua entre Armenia y Georgia.

## Misiones diplomáticas residentes
- Armenia tiene una embajada en Tiflis y un consulado-general en Batumi.
- Georgia tiene una embajada en Ereván.